# Mavinga
Mavinga es un municipio de la provincia de Cuando en Angola. En julio de 2018 tenía una población estimada de 30 636 habitantes.
Se encuentra ubicado al sureste del país, cerca del curso alto del río Okavango y de la frontera con Namibia y Zambia.